# Підприємництво в Україні
Підприємництво в Україні — історія підприємництва на українських землях.
Становлення основних форм підприємництва відбувалося в ході переростання натурального господарства в товарне, розвитку товарно-грошових відносин і ринку, руйнування становості, створення транспортної та інформаційної інфраструктури. У доіндустріальну епоху варто говорити не про сформоване історичне явище, а про окремі його риси: підприємливість як психологічну й особистісну передумову становлення підприємництва як суспільного інституту.
Джерела вивчення підприємництва в Україні — матеріальні (знаряддя праці, гроші, герби, печатки, гаманці); писемні (законодавчі акти, заповіти, документи державних органів, бірж, ярмарків, підприємств і корпоративних об'єднань, статистика, мемуари, періодика). Періодизація підприємництва в рамках доіндустріальної, індустріальної та постіндустріальної епох можлива й на основі періодизації вітчизняної історії — підприємництво античних міст-держав, раннього середньовіччя, польсько-литовської доби тощо.

## Підприємництво в античну епоху
Населення міст-держав Надчорномор'я було носієм античних традицій ініціативності, передових на той час технологій торгівлі й ремесла. Підприємницька ініціатива виявлялася в успішній колонізації прибережної смуги Чорного й Азовського морів, у контактах із сусідніми племенами, включенні регіону в середземноморський цивілізаційний простір. Сприяли проявам підприємливості доступність робочої сили, природних ресурсів, наявність ринків збуту, навички ведення справ. Античні традиції знайшли продовження в підприємництві жителів середньовічних італійських колоній Криму.

## Середньовічна доба
Середньовічна доба створила умови для формування традиційного для українських земель типу підприємця — купця. Налагодження торгових зв'язків з країнами Азії та Західної Європи (використання транзитного потенціалу) сприяло виділення купецтва в окремий стан. Позитивними чинниками для розвитку підприємницької діяльності на українських землях стали формування власної грошової системи, визначення правового поля для підприємництва (відповідні статті «Руської правди», «Статуту Володимира Всеволодича»), усталення певних традицій підприємництва.

## Литовсько-руська доба
Литовсько-руська доба 14—16 ст. позначилася створенням принципово нових умов для підприємництва. З'явилися нові організаційні структури (гільдії, мануфактури, цехи — із часом їх сувора регламентація стала перепоною для приватної ініціативи). Розвиток міст створював сприятливі умови для підприємництва, особливо із запровадженням магдебурзького права. Українське підприємництво розвивалося в рамках європейської економічної традиції. Однак із 2-ї половини 16 ст. шляхи розвитку західноєвропейського та українського підприємництва розійшлися. Революція цін зумовила вигідність виробництва в Східній Європі продовольства внаслідок його подорожчання на споживчому ринку. Мануфактурне виробництво Західної Європи потребувало сировини, а зростаючі міста — продуктів харчування. Попит на хліб зумовив організацію панського фільваркового господарства. Після Люблінської унії 1569 прискорилося покріпачення селян (фільварки вимагали забезпечення робочою силою).

## Козацька доба
Підприємництво у цей час зумовлювалося розвитком промислів, втягненням козацьких господарств у товарне виробництво, включенням у російський економічний простір, деформацією попередніх економічних зв'язків. Унаслідок національної революції 1648—1676 економічні процеси в Правобережній Україні та в Гетьманщині пішли різними шляхами. Незважаючи на занепад продуктивних сил унаслідок війн, розвивалося козацьке підприємництво, з'явилось чумацтво як вільна торговельно-мандрівна асоціація зі своїми традиціями. Поступова ліквідація козацької державності негативно позначилася на умовах для підприємництва місцевих мешканців. Міста заселяла купецька еліта переважно неукраїнського походження, а надто — після скасування 1754 мит на українсько-російському кордоні.

## Імперська доба
Імперська доба позначилася становленням індустріального суспільства. Трансформувалося розуміння місця та ролі підприємця в економічній і соціальній структурі суспільства. Купецтво, яке купувало промислові посвідчення та займалося торгівлею, у доіндустріальну добу асоціювалося з підприємництвом. Із часом таке станове розуміння підприємців руйнувалося. Соціальна значущість станових привілеїв купецтва, визначених нормативно-правовими актами 18 ст. (зокрема Жалуваною грамотою містам 1785), знижувалася. Купці, дворяни, згодом селяни активно залучалися до підприємницької діяльності.

## Підприємництво в добу індустріального суспільства
2-га половина 19 ст. позначилась значними змінами в економічній політиці Російської імперії, створенням більш сприятливого клімату для підприємництва, проявів підприємливості поміркованішим ставленням урядових кіл та й суспільства до підприємців. Формувалися модерні правові умови, інформаційний простір підприємництва. Пореформений час позначився активною роллю іноземного підприємництва (французького, бельгійського, німецького, британського) в розвиткові металургії, машинобудування, залізниць та інших модерних галузей промисловості. Законодавство 1860-х рр. ліквідувало станові обмеження в підприємництві. У пореформений час купецтво, як найбільш фінансовоспроможний прошарок, стало джерелом капіталізації харчової й обробної галузей промисловості як найприбутковіших. Із виданням «Положення про державний промисловий податок» 1898 поняття «купець» і «підприємець» перестали бути тотожними, відтак купецьке звання вказувало на станову, а не на професійну належність. Нечисленне (2 % міськ. населення наприкінці 19 ст.) українське купецтво зосереджувалося насамперед в економічно розвинутих містах. Водночас із руйнуванням становості відбувалося становлення класового суспільства — формувалася буржуазія (нечисленна, без повноцінного політичного представництва; інтереси підприємців відстоювали, головно, біржові комітети на місцевому рівні). Найвідоміші династії українських підприємців 19 ст. — Яхненки та Симиренки, Терещенки, Ханенки. На рубежі 19—20 ст. розвивається дрібне і середнє підприємництво. Участь українців у ньому в різних частинах України була різною, а саме — сфери діяльності українських підприємців зводилися до сільського господарства, обробки його продуктів, цукроваріння, торгівлі збіжжям. Промисловість індустріальної доби (вугільна, металообробна, машинобудівна, залізорудна та ін.) розвивалася переважно підприємцями неукраїнського походження.
В українських землях Австро-Угорщини підприємництво зосереджувалося в руках поляків, євреїв, угорців і німців. Питома вага українців-підприємців залишалася мізерною через слабку їх інтегрованість в індустріальне суспільство.
До початку 20 ст. українська економіка розвивалась як складова частина імперського організму. Підприємницький хист трансформувався у вміння співпрацювати із властями, вкладати кошти в потрібні галузі та вести справи у визначений спосіб. Збереження такого стану протягом тривалого часу призводило до вироблення у підприємців споживацького, пристосуванського менталітету.

## Після Першої світової війни
Після Першої світової війни економічний ґрунт українського підприємництва був підірваний. Перед Українською Центральною Радою постало завдання налагодити національне господарство й визначитися із власним поглядом на ступінь сприяння підприємництву. Домінування соціалістичних поглядів у середовищі української політичної еліти зумовило негативний погляд на підприємництво. III Універсалом УЦР право власності на землю скасовувалося, а право користування землею передавалося земельним комітетам. Підприємці висловилися різко проти націоналізації та соціалізації, зокрема, в декларації, переданій 25 квітня 1918 головою Ради З'їздів гірничопромисловців Півдня Росії Н. фон Дітмаром голові Ради народних міністрів Української Народної Республіки В.Голубовичу.
В Українській Державі було відновлено засади приватної власності, оголошено свободу торгівлі і підприємництва, підприємців введено до складу уряду (А.Ржепецький, С.Гутник, С.Мерінг та ін.), що пояснювалося прагненням гетьмана П.Скоропадського заручитися підтримкою заможних верств і налагодити ринкову економіку. Відновлювалася підприємницька ініціатива, утворювались підприємницькі організації («Суазіф», «Протофіс»). Сплеск активності та грюндерства змінився занепадом за Директорії Української Народної Республіки. Значна частина підприємців перемістилася в Одесу, яка перебрала на себе роль підприємницького центру. Воєнно-політична боротьба 1919, соціалістична орієнтація і слабкість Директорії УНР змусили підприємців емігрувати чи перебиратися на територію, контрольовану Білим рухом.

## Прихід більшовиків до влади
Прихід більшовиків до влади ознаменувався початком комуністичного будівництва: націоналізацією землі й промисловості, транспорту та банків, трансформацією торгівлі в систему обміну, впровадженням трудової повинності й продрозкладки, забороною вільного ринку. Матеріальні цінності були оголошені загальнонародною або колгоспно-кооперативною власністю, а фактично перетворені на державну власність. Поступ підприємництва був призупинений, а експеримент закінчився економічним колапсом. Радянська влада була змушена запровадити нову економічну політику й допустити підприємництво, зберігаючи адміністративний, політичний і фінансовий контроль за економікою та суб'єктами господарської діяльності. Радянське керівництво розглядало підприємництво загалом як вимушений крок. Така позиція зумовила специфіку підприємництва (особливості соціальної типології «непмана» — політична безправність, обмеженість економічної ініціативи, що вели до соціальної мімікрії, пристосуванства; функціонування в умовах «сірої» економіки; сфери — торгівля, дрібна промисловість). До приватного підприємництва в часи непу зараховують і кустарно-ремісничу діяльність у текстильній, деревообробній галузях. Підприємництво часів непу суперечило комуністичній доктрині і не створювало необхідних для індустріалізації ресурсів. Згортання непу наприкінці 1920-х рр. зумовило унеможливлення підприємництва як економічної діяльності та еміграцію підприємців чи їх пристосування до радянської дійсності.

## Західноукраїнські землі
Західноукраїнські землі в міжвоєнний час перебували під владою Румунії, Чехословаччини та Польщі. Політичний й економічний (спустошення в результаті війни, вплив Великої депресії) погляд на новоприєднані землі як на ресурсну базу, політика економічної колонізації і дискримінації, перешкоди не дали можливості українському підприємництву успішно розвиватися. Попри це поширювалися кооперативи, у Польщі відкрився свій Промисловий банк (свідчення міцності національного капіталу) та Союз українського купецтва (об'єднання підприємців за галузевими секціями). Специфічність умов розвитку міжвоєнних Польщі, Румунії, Чехословаччини зумовила традиції й навички ведення підприємництва українцями — протистояння економічному тискові центру, опора на власні сили, дух національного корпоративізму тощо.
Об'єктивні соціальні потреби із середини 1950-х рр. зумовили розвиток підприємництва в тіні; в умовах гострого дефіциту необхідних речей послугами тіньовиків користувалися до 70 % тих, хто купував одяг, 57 — продукти харчування, 35 % — ліки. Із кінця 1950-х рр. за підтримки кримінальних структур виникають т. зв. цеховики, а згодом — фарцовщики, які задовольняли попит на речі широкого вжитку. Нагромаджувалися капітали, які стали основою підприємництва за незалежної України.

## Підприємництво в епоху постіндустріального суспільства
Становлення постіндустріального суспільства в країнах Заходу почалося після Другої світової війни. Радянська командна економіка, позбавлена приватної ініціативи, здеформована запереченням рівноправної із працею ролі капіталу та підприємництва в процесі виробництва, продовжувала орієнтуватися на галузі, визначальні для індустріального суспільства (металургію, видобувні галузі, важке машинобудування та ін.). Це, у тому числі, зумовило в подальшому розпад СРСР. Роки перебудови позначились інституціалізацією елементів ринку й підприємництва. Низка нормативно-правових актів (Закон «Про індивідуальну трудову ініціативу громадян у СРСР», Закон «Про кооперацію» та ін.) дала поштовх кооперативному рухові, сприяла виникненню дрібного підприємництва. В умовах браку підприємницьких умінь та нестачі товарів підприємництво виникало у сфері торгівлі, фінансів, посередництва. Прошарок підприємців формувався за рахунок «червоних директорів», кооператорів, інженерів, партійних, радянських і комсомольських функціонерів (тих, хто мав доступ до власності, технологій, фінансів).

## Підприємництво в незалежній Україні
Історія інституту підприємництва в незалежній Україні почалася з приватизації, зняття законодавчих обмежень на підприємницьку діяльність. Пострадянські умови розвитку підприємництва сприяли становленню типу великого бізнесу (фінансово-промислових груп), зрощеного з державною владою. Впровадження 1996 гривні, стабілізація фінансового сектору, налагодження зовнішньоекономічних зв'язків, економічне зростання після 2000 р. сприяли становленню дрібного й середнього підприємництва. «Помаранчева революція» 2004 засвідчила наявність прошарку дрібних та середніх підприємців із власними пріоритетами, готових до їх відстоювання (що є важливим елементом громадянського суспільства).

### Проблеми та перспективи розвитку підприємництва в Україні
На даний час приватний бізнес в Україні може стати двигуном розвитку економіки, особливо зараз, в період ринкової трансформації, пов’язаної з запланованим реформуванням ринкової сфери. Протягом останнього десятиліття було прийнято ряд законодавчих актів, які відкрили нові можливості для розвитку приватного бізнесу. Поряд з новими перевагами, для українського підприємництва також існує перелік проблем, з якими стикаються гравці бізнес-ринку в цілому світі, проте саме в українських реаліях ці перешкоди набувають гіпертрофованого характеру. 
Особливо загрозливими є такі фактори:
- Недосконала державна регуляторна політика щодо суб’єктів підприємництва;

- Високі ставки оподаткування, які останнім часом тільки зростають;

- Обмеження або відсутність фінансової підтримки малого підприємництва;

- Низький рівень перепідготовки та перекваліфікації кадрів, недосконалість консультаційного та інформаційного забезпечення.

- Недостатня кількість кваліфікованого персоналу.

Попри вище перелічені фактори, на даний час існують ще кілька, що мають не менший вплив на сферу підприємництва в Україні - поєднання нових реформ і війни на території країни. За оцінками експертів, новітнє реформування, обіцяне урядом як варіант до вдосконалення економічної системи, на даний час є дуже недосконалим. Серед його недоліків можна назвати недостатню визначеність, надмірне навантаження податками – особливо це стосується суб’єктів малого бізнесу, в яких і так доходи не є надто великими.
Крім цього, українські підприємці відзначають обмежений доступ до сировинних матеріалів та проблеми з реалізацією готової продукції в деяких сферах ринку. 
Попри вищевказані недоліки економічної системи у відношенні до суб’єктів підприємництва, для українських представників малого, середнього, а також великого бізнесу відкривається ряд далекоглядних переваг, які вже в найближчому майбутньому обіцяють розв’язати ключові проблеми діяльності. 
За порадами міжнародних фінансових організацій, новітнє реформування сектору підприємництва покликане в майбутньому розвивати малий бізнес в Україні шляхом державної допомоги у формуванні стартового капіталу при умові конкурентоспроможної бізнес-ідеї та грамотного бізнес-плану.  Також заплановано розробку надання спеціальних податкових пільг, прискорення амортизації та вдосконалення підготовки професійних кадрів.
Крім цього, дуже актуальну проблему кредитування малого і середнього бізнесу, де відсоткові ставки становлять 25% і вище, уряд планує вирішити за допомогою вдосконалення фінансово-кредитної політики, залученням приватних та іноземних інвестицій тощо. 
Ще одним позитивним фактором для розвитку підприємництва можна вважати зростання рівня мотивації. За даними вітчизняної статистичної компанії, близько 46% українців вважають, що відкриття власної справи допоможе їм відчути себе фінансово незалежними та самореалізуватися, а 40% українців готові покращити свої практичні навички, щоб у майбутньому зайнятись підприємництвом. Ці показник свідчать про ментальну перебудову свідомості українців, які вже втомились працювати «на когось».
Загалом, якщо підсумувати ситуацію в загальному, перспективи для розвитку підприємництва в Україні дуже великі, і як свідчить іноземний досвід, правильна державна політика та бажання самих підприємців-початківців вже за короткий час можуть перетворити країну в потужний бізнес-центр. 